# Sarca
Sarca je řeka na severu Itálie, v regionu Tridentsko-Horní Adiže, v provincii Trento. Řeka má délku 77 km, povodí má rozlohu 1 291 km2.
Sarca je hlavní přítok Gardského jezera.

## Průběh toku
Řeka pramení u obce Pinzolo, v pohoří Brenta v Rétských Alpách, v nadmořské výšce 770 m. Ústí do Gardského jezera u obce Nago-Torbole v nadmořské výšce 65 m. Sarca je poměrně mělká, s rychlým tokem. V údolí Val di Genova vytváří řadu vodopádů. Před údolím Val Rendena je část toku odkloněna do místní vodní elektrárny. Následně je tok řeky již více pozvolný. Hlavní obce, kterými Sarca protéká, jsou Carisolo, Pinzolo, Tione di Trento, Le Sarche, Ponte Arche a Ragoli.